# مارتن إس. جنسن
مارتن إس. جنسن (بالدنماركية: Martin Sejr Jensen) (10 يوليو 1973 بالدنمارك - ) هو لاعب كرة قدم دانمركي في مركز حراسة المرمى. لعب مع نادي أوبه ونادي أودنسه ونادي إيسبيرغ ونادي راندرس وSkive IK ‏ والبورك بولدسبيلكلوب ‏ وRanders Sportsklub Freja ‏.

## وصلات خارجية
- مارتن إس. جنسن على موقع قاعدة بيانات كرة القدم.إي يو (الإنجليزية)